# قلعه علی‌مراد خان
قلعه علی‌مراد خان، روستایی از توابع بخش مرکزی شهرستان ملایر در استان همدان ایران است.قدمت روستا به 7000 سال میرسد.

## جمعیت
این روستا در دهستان کرگاه غربی قرار دارد و براساس سرشماری مرکز آمار ایران در سال ۱۳۸۵، جمعیت آن ۲۰ نفر (۵خانوار) بوده‌است.